# Exocentrus bialbovittatus
Exocentrus bialbovittatus là một loài bọ cánh cứng trong họ Cerambycidae.